# 浪翠園巴士總站
浪翠園巴士總站（英語：Sea Crest Villa Bus terminus）位於新界荃灣區青龍頭浪翠園通道迴旋處，為一個路邊總站，現時有2條巴士路線及1條專線小巴路線以此為總站。

## 總站路線資料

### 九龍巴士234A線
- 荃灣西站 ↔ 浪翠園

於1993年開辧，途經屯門公路。

### 九龍巴士234B線
- 荃灣西站 ↔ 浪翠園

1984年9月23日投入服務，取代31A線（石籬至荃灣西約／深井），命名為34B。途經汀九、油柑頭。

### 新界區專線小巴308M線
- 浪翠園 ↔ 青衣站